# Kilian Katzenberger
Kilian Katzenberger (Kazenberger, ur. 19 października 1681 w Zellingen, zm. 18 maja 1750 w Dettelbach) – bawarski franciszkanin. Znany przede wszystkim jako autor komentarzy do franciszkańskich zakonnych tekstów prawnych, także jako filozof i autor pism dotyczących duchowości. Jako filozof był przedstawicielem franciszkańskiego skotyzmu.
Zgodnie z ortografią historyczną, nazwisko zapisuje się Kazenberger, współcześnie jednak raczej Katzenberger. Pochodził z Bawarii, działał głównie w Bambergu, Salzburgu, Egerze, Passawie i Augsburgu. Do franciszkanów wstąpił w 1698 w Bambergu, należał do prowincji franciszkańskiej Strasbourga (Górnych Niemiec).
Był nauczycielem filozofii, prawa kanonicznego i teologii w konwentach w Egerze i Passawie. Nauczanie w Egerze poświadcza manuskrypt z 1710. Następnie uzyskał tytuł lector jubilatus teologii. Był też w latach 1729-1732 i 1738-1741 prowincjałem Górnych Niemiec oraz definitorem swojej prowincji (pośw. 1739). 

## Dzieła

### Druki
- Scientia salutis, seu Instructio practica de perfectione christiana, editio secunda, Augsburg, Sumptibus Viduae Matthiae Wolff, 1739
- Columna et firmamentum veritatis, seu Fides, doctrina et ecclesia christiana, catholica, romana, contra suos adversarios, editio tertia, J. Wolff, 1756
- Philosophia aristotelica universa, juxta mentem doctoris subtilis Joannis Duns Scoti, Sumptibus viduae J. A. de La Haye, 1739
- Supplementum Theologiae moralis sacramentalis et Theologiae moralis de calogales R. P. F. Patritii Sporer, J. J. Mayr, 1724

### Manuskrypty
- Manipulus I: Philo-Scoto-Sophicus, De physica univerali; Manipulus II: De Anima; Manipulus III: De Generatione et Corruptione; Manipulus IV: De Caelo et Mundo; Manipulus V: De Metaphysica; Manipulus VI: De Relationibus (Eger, 1710); Klasztor franciszkański w Salzburgu, Ms. 077